# دهستان دودانگه علیا
دهستان دودانگه علیا نام دهستانی در بخش ضیاءآباد شهرستان تاکستان، استان قزوین در ایران است. براساس سرشماری مرکز آمار ایران در سال ۱۳۸۵، جمعیت آن ۶٬۰۰۲ نفر (۱٬۶۳۷  خانوار) بوده‌است.